# Thomas-Morus-Akademie Bensberg

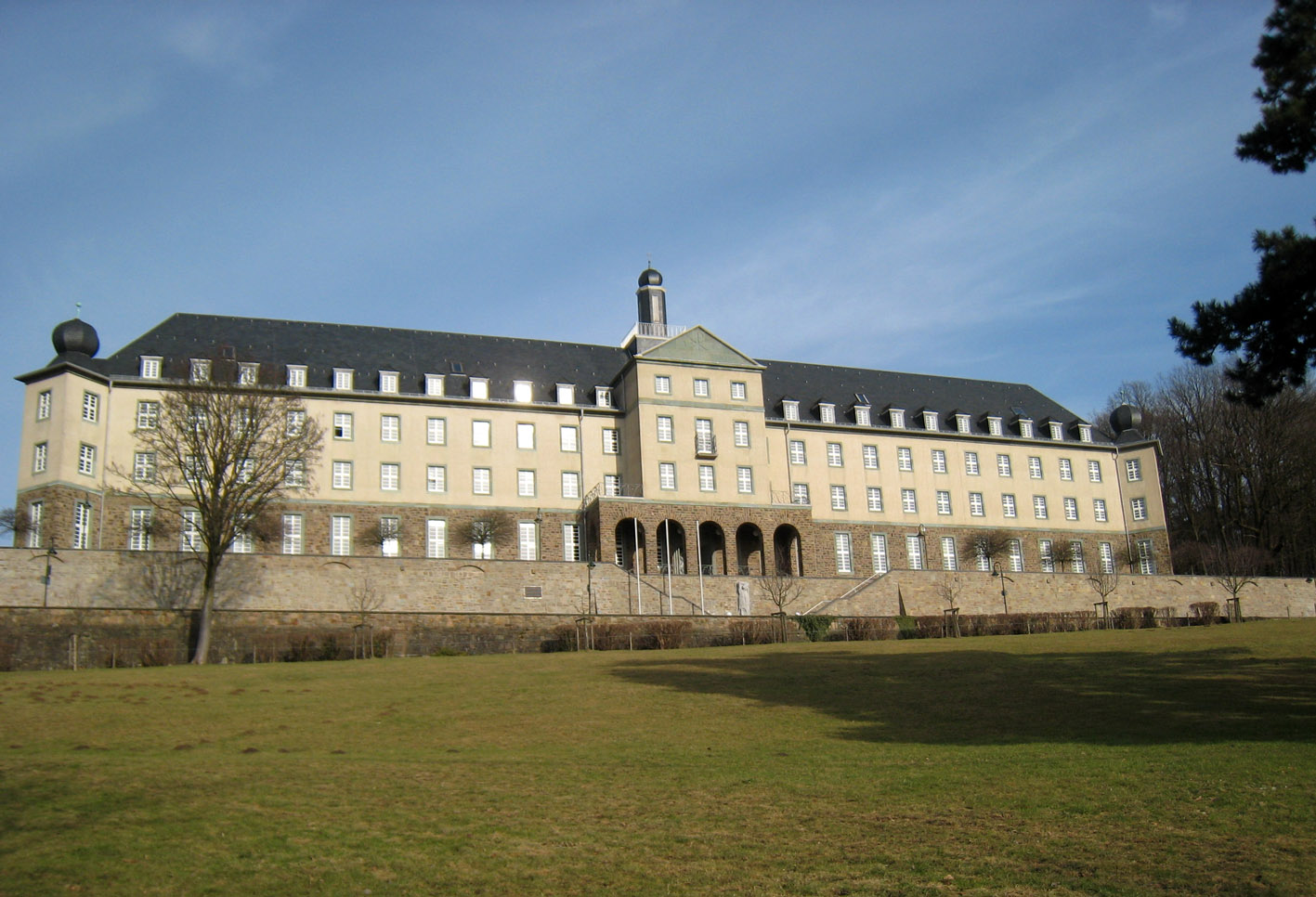
Die Thomas-Morus-Akademie hat ihren Sitz im Kardinal-Schulte-Haus.

Die Thomas-Morus-Akademie Bensberg ist eine Einrichtung der katholischen Erwachsenenbildung im Erzbistum Köln. Sie steht im Verbund der vierundzwanzig deutschen katholischen Akademien und hat ihren Sitz im Kardinal-Schulte-Haus in Bergisch Gladbach. Träger ist der Diözesanrat der Katholiken im Erzbistum Köln.

## Geschichte
Am 13. November 1948 eröffnete das Kölner Diözesankomitee die Bildungsarbeit im Priesterseminar Bensberg. Nach der NS-Zeit gab es einen großen Nachholbedarf an Bildungsarbeit in Kirche und Gesellschaft. Die Räumlichkeiten waren damals aber eher eine Notlösung, sodass nach zwei Jahren das Diözesanbildungsheim seinen Sitz nach Bad Honnef verlegte. In einer feierlichen Zeremonie wurde das „Diözesanbildungsheim“ am 13. September 1953 vom Kölner Erzbischof  Josef Frings als „Thomas-Morus-Akademie“ eröffnet.
Am 12. April 1959 konnte die Thomas-Morus-Akademie nach mehrmonatiger Pause ihre Wiedereröffnung in Bensberg feiern, ihrem ersten Standort.
Eine besondere Zäsur erfuhr die Akademie durch den Brand des Hauses im Februar 1980, bei dem zwei Feuerwehrleute bei Löscharbeiten ums Leben kamen. Das Kardinal-Schulte-Haus war so beschädigt, dass neue Orte für die Tagungen gesucht und ab 1984 bis 1989 die Büros der Thomas-Morus-Akademie in zwei Wohnungen in den Hochhäusern gegenüber ausgelagert werden mussten. Seit Dezember 1989 hatte die Akademie wieder ihren Platz in diesem Haus.
Damals wie heute stehen Programm und Projekte der Akademie im Geist des Zweiten Vatikanischen Konzils und greifen fortlaufende Entwicklungen und Herausforderungen in Gesellschaft, Wissenschaft, Wirtschaft, Kultur, Politik und nicht zuletzt der Kirche auf. Die Thomas-Morus-Akademie hat sich von Beginn an bis heute in der Tradition der katholischen Akademien in Deutschland als Ort des Dialogs verstanden.
Die Direktoren waren Helmut Meisner (1954–1957), Josef Steinberg (1957–1968), Hermann Boventer (1968–1981) und Wolfgang Isenberg (1988–2018), seit dem 1. Januar 2019 leitet Andrea Hoffmeier die Akademie als Direktorin.
Die Akademie ist benannt nach dem englischen Lordkanzler Thomas More (1478–1535). Mit seiner Schrift „Utopia“ hinterfragt More die Möglichkeit einer idealen Gesellschaft. Die Akademie hat sich die Reflexion und Interpretation gesellschaftlicher, politischer, kultureller und theologischer Entwicklungen zur Aufgabe gemacht.

## Themenschwerpunkte und Arbeitsformen
Die Akademie ist eine nach dem Weiterbildungsgesetz NRW anerkannte Einrichtung der Erwachsenenbildung. Das Programm hat folgende Themenschwerpunkte:
- THEMENSCHWERPUNKTE:
  - Über das große Ganze nachdenken: Philosophie & Theologie
  - Für Schöngeister und Andersseher. Kunst und Kultur
  - Eintauchen in Klang- und Sprachwelten: Musik und Theater
  - Für Sprache und Geist: Literatur
  - Zusammenleben gestalten: Politik, Gesellschaft und globale Welt
  - Lehren und Lernen fördern: Schule und Erziehung
  - Für Geist und Seele: Spiritualität und Besinnung
  - Für Engagierte und Hoffnungsträger: Kirchen- und Gemeindeentwicklung (Forum :PGR)[3]
  - AkademiePlus: Online-Angebote[4]
  - Bensberger Mediations-Modell. Konflikte lösen und Frieden stiften[5]
  - Erkundungen. Die Nähe entdecken (Tagesexkursionen)[6]
  - Ferienakademien. Dem Besonderenauf der Spur (Studienreisen)[7]

Die Veranstaltungen haben unterschiedliche Formate, von Tagungen, Seminaren und Workshops, Lesungen und Gesprächsabende über KulturDinner hin zu eintägigen „Erkundungen“ und mehrtägigen Studienreisen in Deutschland und im Ausland.
Die Thomas-Morus-Akademie ist eine katholische Einrichtung für Menschen, die Fragen stellen, neue Perspektiven suchen, Kultur erfahren und sich diese erschließen wollen. Sie schafft mit ihren Angeboten Anlässe für Begegnung sowie Dialog und bietet Räume und Gelegenheiten, in denen Menschen gemeinsam Überraschendes erfahren und Bekanntes aus neuen Blickwinkeln entdecken können. Die Thomas-Morus-Akademie lebt eine weltoffene Willkommenskultur, die auf einem christlichen Selbstverständnis beruht.
Über 10 Jahre fand regelmäßig die „Bergische Landpartie“ statt, bei der die Akademie sich für einheimische Lebensmittel-Erzeuger einsetzte und die Themen Regionalität und Nachhaltigkeit in den Fokus stellte. Zusammen mit der Künstler-Union im Erzbistum Köln und dem Erzbistum Köln wurde seit 1994 auf dem Gelände des Kardinal-Schulte-Hauses ein Skulpturenpark realisiert. Im Gebäude finden ständig Kunstausstellungen und „Kunstbegegnungen“ statt.

## Veröffentlichungen
Eine Reihe von Publikationen hat die Thomas-Morus-Akademie veröffentlicht, wie z. B. Die bunten Kirchen, Die Sixtinische Kapelle und ihr Bildprogramm, einen Kunstführer über das Kardinal Schulte Haus. Regelmäßig veröffentlicht sie Beiträge in ihrem Blog „Akademie in den Häusern“ und versendet an Interessierte Newsmails. Profile hat die Thomas-Morus-Akademie bei Facebook und LinkedIn.